# KLS Martin Group
Die KLS Martin Group ist ein global agierendes Familienunternehmen der Medizintechnik mit Sitz in der baden-württembergischen Stadt Tuttlingen.
Seit 1896 widmet sich die Gruppe der operativen Chirurgie. Das Unternehmen entwickelt, produziert und vertreibt medizintechnische Produkte wie Implantat-Systeme, hochfrequenzchirurgische Geräte, chirurgische Laser, Operationsleuchten, chirurgische Instrumente, Trays und Lagerungen.

## Geschichte

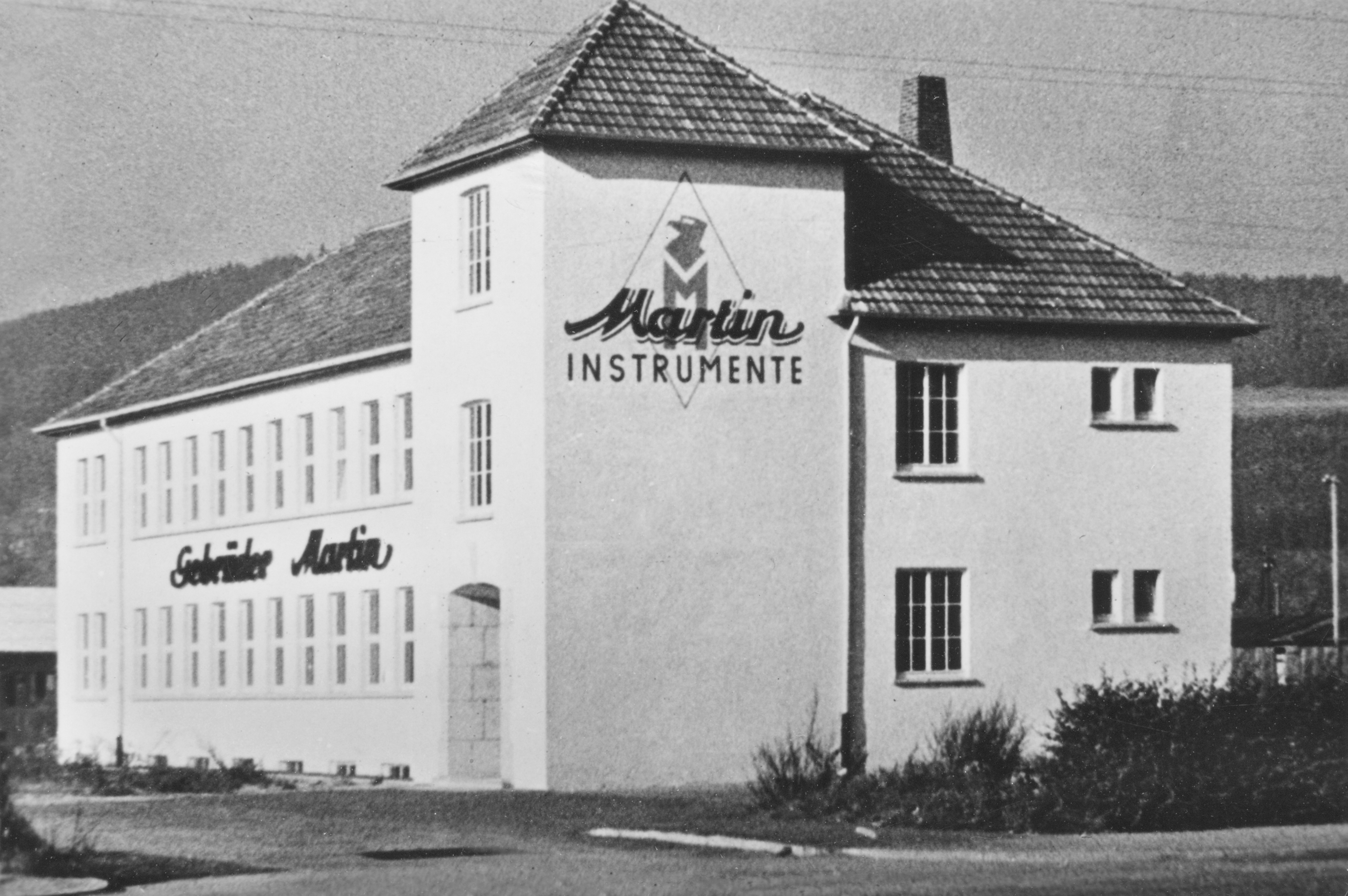
Firmensitz bis zum Umzug in die Ludwigstaler Straße 132 in Tuttlingen im Jahr 1980

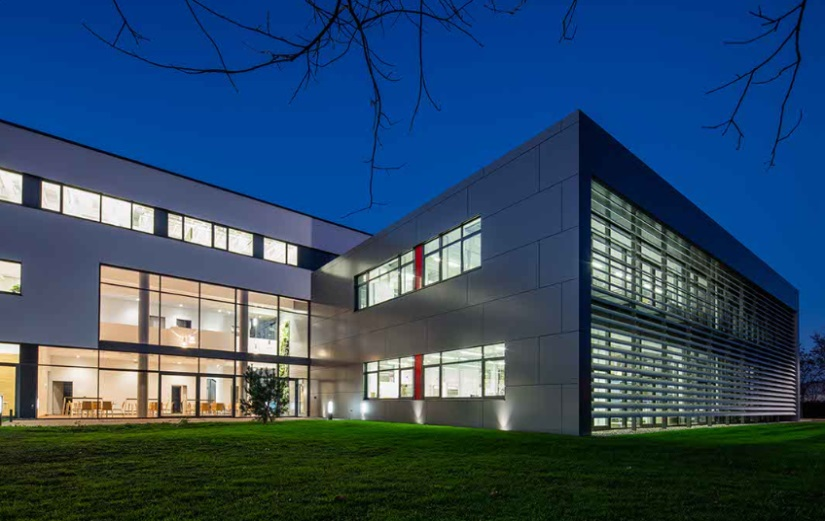
Firmengebäude von KLS Martin in Freiburg

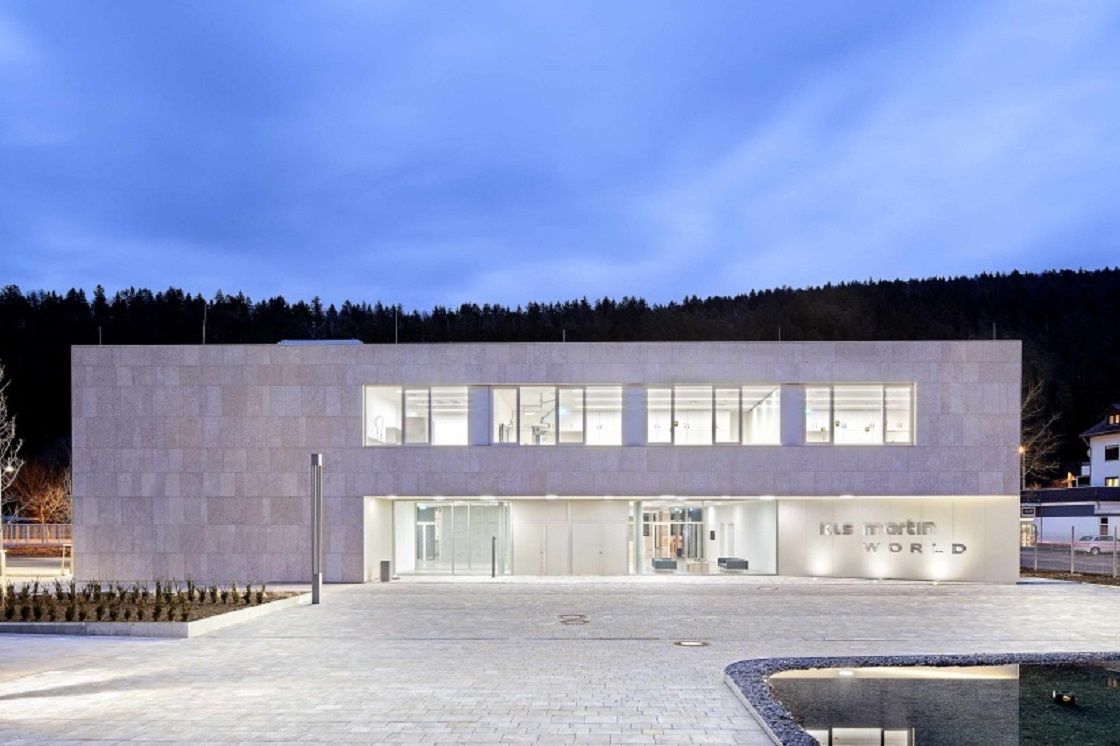
Besucherzentrum KLS Martin WORLD in Tuttlingen, KLS Martin Platz 3

1896 gründete Ludwig Leibinger das Unternehmen Karl Leibinger Medizintechnik GmbH & Co. KG mit Sitz in Mühlheim an der Donau, das er nach seinem Sohn Karl Leibinger benannte. Bald schon konzentrierte sich der ursprüngliche Uhrmacherbetrieb auf die Herstellung chirurgischer Instrumente. Im Jahre 1912 übergab Ludwig Leibinger den Betrieb an seinen Sohn Karl Leibinger.
Am 1. September 1923 gründeten Fritz, Gotthilf und Wilhelm Martin die Gebrüder Martin OHG. Unternehmenszweck war die Herstellung chirurgischer Instrumente und Metallwaren aller Art sowie der Handel von eigenen und fremden Erzeugnissen. In Zusammenarbeit mit dem Universitätsklinikum Freiburg wurde 1922 eines der ersten HF-Geräte entwickelt. Gotthilf und Wilhelm Martin schieden kurze Zeit später aus dem Unternehmen wieder aus und Fritz Martin übernahm zunächst die Anteile seiner Brüder. Geschäftsführer bei Gebrüder Martin OHG war Rudolf Buck, der auch die Initiative ergriff, andere Tuttlinger Unternehmen der Medizintechnikbranche zusammenzuführen. So übernahm in den Folgejahren die Gebrüder Martin OHG den Vertrieb der Produkte der Rudolf Buck GmbH, Karl Leibinger Medizintechnik GmbH & Co. KG, Gebrüder Berchtold GmbH & Co. KG, Ueth & Haug GmbH, Karl Vögele Medizintechnik GmbH, H. + H. Handte GmbH & Co. KG und der Josef Heiß OHG.
Fritz Martin verkaufte schon bald nach dem Zusammenschluss seine Anteile an die übrigen Gesellschafter. Der inzwischen in den internationalen Märkten bekannte Firmenname Gebrüder Martin OHG wurde fortgeführt. Der Zweite Weltkrieg stoppte zunächst die weitere Entwicklung. Ein Firmengebäude wurde im Jahre 1945 vollständig zerstört und die Situation zwang die Mitarbeiter, in Notquartieren zu arbeiten.
In den 50er Jahren erschienen neue Kataloge, auch neue Produktlinien wie chirurgische Instrumente aus Edelstahl kamen ins Programm. Durch die Teilnahme an internationalen Messen und auch durch weltweite Marketingaktivitäten etablierte sich das Unternehmen international. 1957 wurde die Firma Karl Leibinger Medizintechnik durch Ludwig Leibinger nach dem Tod seines Vaters fortgeführt. Nach dem plötzlichen Unfalltod seines Vaters Ludwig Leibinger in Mexiko übernimmt 1974 Karl Leibinger mit 24 Jahren das Unternehmen. Gemeinsam mit Prof. Champy aus Straßburg wurden 1975 die Miniplatten-Osteosynthese in der Kieferchirurgie entwickelt. 1980 wurde ein neues Vertriebsgebäude in der Ludwigstaler Straße 132 in Tuttlingen gebaut und 1981 bezogen. 1990 wurde die Stuckenbrock Medizintechnik GmbH gegründet. Ein Jahr später trat die Firma Gebrüder Berchtold aus dem Verbund aus. Deren Kapitalanteile wurden an die Firmen Trumpf in Ditzingen sowie Fritz Hüttinger Medizintechnik in Freiburg, übertragen. Die beiden Unternehmen waren fortan zusätzliche Gesellschafter.
Die Entwicklung der Ulnakopf-Prothese bedeutete 1992 den Einstieg in die Handchirurgie. Im gleichen Jahr nahm die erste Tochtergesellschaft Martin Italia mit Sitz im Großraum Mailand in Italien ihren Betrieb auf. 1993 wurden Lasergeräte zum berührungslosen Schneiden, Abtragen und Blutstillen ins Programm aufgenommen. Im gleichen Jahr wurde die KLS Martin L.P. im US-amerikanischen Jacksonville in Florida gegründet, die fortan Spezialprodukte für die Mund-, Kiefer- und Gesichtschirurgie, plastische Chirurgie und Neurochirurgie in Nordamerika vertreibt.
1995 kaufte die Stuckenbrock Medizintechnik GmbH den Gesellschafterbetrieb H. + H. Handte und übernahm deren Gesellschaftsanteile an Gebrüder Martin. 1995 wurden mit Nippon Martin K.K. in Tokio und mit der Martin Nederland/Marned B.V. in Huizen bei Amsterdam weitere Tochtergesellschaften gegründet. Die Gesellschafterbetriebe Karl Vögele Medizintechnik und Stuckenbrock Medizintechnik wurden 1998 verschmolzen.
Im Jahr 2000 wurde der MY40 Laser speziell für die Lungenchirurgie entwickelt. 2001 wurden die Geschäftsanteile von Ueth & Haug GmbH an Gebrüder Martin von der Karl Leibinger Medizintechnik GmbH & Co. KG aufgekauft und mit ihr verschmolzen. 2002 übernahm Stuckenbrock Medizintechnik die Gesellschaftsanteile der Josef Heiß OHG an Gebrüder Martin. Die Gesellschaftsanteile von Trumpf GmbH + Co. KG an Gebrüder Martin wurden 2004 von der Karl Leibinger Medizintechnik GmbH & Co. KG übernommen und mit dieser verschmolzen und der Name KLS Martin Group als Dachmarke eingeführt. Im gleichen Jahr wurde die Fritz Hüttinger Medizintechnik in Trumpf Medizin Systeme umbenannt. Danach erfolgte die Übernahme der Gesellschaftsanteile durch die Karl Leibinger Medizintechnik sowie eine weitere Namensänderung in KLS Martin GmbH + Co. KG. Im Zuge der weiteren Expansion entstand 2003 das neue Warenbereitstellungszentrum in Tuttlingen. Zeitgleich  wurde das HF-Gerät maXium® eingeführt. 2005 folgte der Einstieg in die HF-Gefäßversiegelung und in Colmar wurde die Tochtergesellschaft KLS Martin France SARL eröffnet. Die Tochtergesellschaft in Colmar ist zwischenzeitlich geschlossen.
2006 wurde das SonicWeld Rx®-System für die Osteosynthese in der Mund-, Kiefer- und Gesichtschirurgie eingeführt. Das Ultraschallgerät ermöglicht die Verankerung resorbierbarer Osteosynthesematerialien in der Knochenstruktur. In den Folgejahren wurden verschiedene Repräsentanzbüros eröffnet. 2007 in Moskau, 2010 in Shanghai sowie 2011 in Dubai. Im gleichen Jahr wurde im englischen Reading die Tochtergesellschaft KLS Martin UK Ltd. gegründet und das modulare Konzept marWorld®, um individuelle Komplettlösung für den Operationssaal aus einer Hand anzubieten, eingeführt. Im Jahr 2021 wurde beschlossen, den Bereich marWorld® nicht weiter zu verfolgen.
Anlässlich des 90. Geburtstags von Gebrüder Martin 2013 wurde der Kreisverkehr in der Ludwigstaler Straße in Tuttlingen offiziell in KLS Martin Platz umbenannt. Parallel zur Namensgebung wurde in der Kreiselmitte eine Plastik des Künstlers Jörg Bach enthüllt. Die offizielle Adresse vom Firmensitz in Tuttlingen lautet nun: KLS Martin Platz 1 (früher Ludwigstaler Straße 132).
2014 begann das Unternehmen mittels additiver Fertigungsverfahren patientenspezifische Implantate aus biokompatiblen Materialien zu entwickeln und zu fertigen. Im gleichen Jahr wurden Tochtergesellschaften in Penang in Malaysia (KLS Martin SE Asia), Brasilien (KLS Martin do Brasil) und im Großraum Sydney (KLS Martin Australia) gegründet.
Im Jahr 2016 erfolgte die Vorstellung der webbasierten Plattform und App IPS Gate® zur Abwicklung des Bestell-, Design- und Versandprozesses von individuell geplanten und produzierten patientenspezifischen Implantaten und zur sozialen Vernetzung von Chirurgen sowie der Software IPS CaseDesigner® zur Planung und Simulation von chirurgischen Eingriffen und patientenspezifischen Implantaten. 2015 zog der Standort Umkirch in ein neues Firmengebäude in Freiburg um und das neue Besucherzentrum KLS Martin WORLD in Tuttlingen eröffnete. Zeitgleich wurden in Indien mit KLS Martin India und in Taiwan mit KLS Martin Taiwan weitere Tochtergesellschaften und mit KLS Martin Malaysia in Penang in Malaysia sowie mit der KLS Martin Manufacturing in Jacksonville die ersten Produktionsstätten außerhalb Deutschlands eröffnet.
2017 wurde das Repräsentanzbüro in Shanghai in ein Tochterunternehmen von Gebrüder Martin umgewandelt (KLS Martin Medical (Shanghai) International Trading). 2018 wurde das IPS®-Planungsbüro KLS Martin IPS Service in San Sebastián in Spanien gegründet. 2019 folgte eine Beteiligung am strategischen Partner CADS GmbH mit Sitz im österreichischen Perg, welcher Softwarelösungen für die Industrie entwickelt und mit CAD-Automatisierung, sowie der additiven und subtraktiven Fertigung unterstützt. Am 11. Oktober 2019 wurde das neue Besucherzentrum KLS Martin WORLD North America in Jacksonville eröffnet. Außerdem wurden 2019 individualisierte Implantate für die obere Extremitäten eingeführt.
2020 wurde das IPS®-Planungsbüro im walisischen Cardiff eröffnet. Zum 1. Mai 2020 übernahm die Familie Leibinger den maßgeblichen Geschäftsbetrieb der Stuckenbrock Medizintechnik und deren Gesellschaftsanteile an Gebrüder Martin.
Zum 31. März, 31. Mai 2022 bzw. 31. Dezember 2022 wurden die Unternehmen Mondeal Medical Systems und Rudolf Buck aus Mühlheim an der Donau sowie Lawton GmbH & Co. KG aus Fridingen an der Donau in das Unternehmen Karl Leibinger Medizintechnik integriert. Zum 1. November 2023 schließen sich die drei verbleibenden deutschen Unternehmen der KLS Martin Group – Karl Leibinger Medizintechnik aus Mühlheim an der Donau, Gebrüder Martin aus Tuttlingen und KLS Martin aus Freiburg – zu einem Unternehmen zusammen und firmieren seither unter dem Namen: KLS Martin SE & Co. KG.

## Unternehmen
Die Gruppe erwirtschaftet mit ihren weltweit mehr als 2.400 Mitarbeitern, von denen in etwa die Hälfte in Deutschland tätig ist, rund 90 Prozent des Umsatzes im Ausland. Die KLS Martin Group ist mit eigenen Tochter- und Partnerunternehmen in Jacksonville, Großbritannien, den Niederlanden, Österreich, Japan, Australien, der Volksrepublik China, Mexico, Malaysia, Italien und Taiwan präsent. Darüber hinaus unterhält KLS Martin Repräsentanzen in Russland und Dubai. Die in Mühlheim, Freiburg, Fridingen und Penang produzierten Produkte werden in über 140 Länder weltweit vertrieben.
Zu den produzierenden Standorten gehören die KLS Martin SE & Co. KG in Mühlheim und Freiburg, KLS Martin Malaysia Sdn. Bhd. und KLS Martin Manufacturing LLC, KLS Martin LP in Jacksonville, USA. Der Mühlheimer Standort wurde 1896 gegründet. Das Unternehmen ist immer noch in Familienbesitz und wird heute in vierter und fünfter Generation von der Familie Leibinger geleitet. Der Freiburger Standort blickt auf eine lange Tradition im Bereich der Elektrochirurgie zurück. Erste elektrochirurgische Geräte produzierte das Unternehmen bereits 1922 – damals noch unter dem Namen Fritz Hüttinger.
KLS Martin ist Mitglied im Wirtschaftsverband Industrieller Unternehmen Baden.
Die KLS Martin Group erzielte nach eigenen Angaben 2024 einen Umsatz in Höhe von 486 Mio. EUR und wächst um 11 % im Vergleich zum Vorjahr.

### Unternehmensleitung der KLS Martin SE & Co. KG
Den Verwaltungsrat bilden Karl Leibinger und Christian Leibinger (Vorsitzender). Christian Leibinger, Michael Martin und Thomas Hipp sind Geschäftsführende Direktoren der KLS Martin SE & Co. KG.

### Produkte
Das Produktportfolio der KLS Martin Group umfasst fünf Bereiche:
- Implantate für die Mund-, Kiefer- und Gesichtschirurgie, Orthopädie, Traumatologie, Hand- und Fußchirurgie sowie den Sternumverschluss. Außerdem werden patientenspezifische Implantate angeboten.
- Elektrochirurgie- und Lasergeräte
- Chirurgische Instrumente
- Trays und Lagerungen
- Operations- und Untersuchungsleuchten, Deckenversorgungseinheiten

### Forschung und Entwicklung
Neue Entwicklungen sowie Aus- und Fortbildungsmaßnahmen werden oft in Zusammenarbeit mit Medizinern durchgeführt. Enge Kooperationen bestehen zur S.O.R.G. (Strasbourg Osteosynthesis Research Group), BIRG-Gruppe (Bone Implant Research Group), RUMED Academy und Electrosurgical Expert Group (ESEG).

## Öffentliche Wahrnehmung

### Soziales Engagement
Die KLS Martin Group ist Mäzen lokaler Sportvereine, kultureller Anlässe. Seit 2015 ist die Unternehmensgruppe Hauptsponsor des 10-km-Laufs bei run&fun in Tuttlingen. Darüber hinaus werden wissenschaftliche Einrichtungen wie die Hochschule Furtwangen unterstützt.
Auf internationaler Ebene engagiert sich die Unternehmensgruppe in Form von Geld- oder Sachspenden in Krisengebieten oder Entwicklungsländern. Ebenso werden wissenschaftliche Zwecke unterstützt. 2014 wurde eine 5-Jahresforderung an die IAOMS Foundation über insgesamt 400.000 Dollar beschlossen. Die IAMOS Foundation verpflichtet sich der Verbesserung von Behandlungsstandards in der Mund-, Kiefer- und Gesichtschirurgie durch Aus- und Weiterbildung.

### Produktauszeichnungen
Zahlreiche Produkte von KLS Martin wurden mit Preisen wie dem reddot design award, dem iF product design award, dem Green Dot Awards oder vom Design Center Baden-Württemberg ausgezeichnet.